# L'undicesima ora
L'undicesima ora (The Eleventh Hour) è una serie televisiva canadese andata in onda sulla CTV dal 2002 al 2005.
La storia si svolge tutta attorno alla redazione televisiva di una serie chiamata, appunto, The Eleventh Hour. A causa di un brusco calo di ascolti la rete ha deciso di nominare un nuovo produttore esecutivo che cerca di recuperare pubblico dando però alla serie un taglio prettamente scandalistico. Questo cambio di rotta non lascia certo indifferente la redazione che si trova in netto contrasto col produttore stesso. Lo scontro in realtà sarà tra la logica dello share e l'etica giornalistica.
The Eleventh Hour è stato prodotto dalla Alliance Atlantis, una delle principali società di produzione televisiva del Canada. Negli Stati Uniti è andata in onda con il titolo Bury the Lead per distinguerla da un'altra serie con un nome simile.

## Personaggi e interpreti
- Shawn Doyle è il produttore Dennis Langley
- Waneta Storms è la produttrice Isobel Lambert
- Jeff Seymour è il corrispondente Kamal Azizi
- Tanya Reid è la produttrice esecutiva Kennedy Marsh
- Peter MacNeill è il direttore di rete Warren Donohue
- Inga Cadranel è la ricercatrice Brooke Fairburn
- Scott McCord è il ricercatore James Joy
- Sonja Smits è la corrispondente Megan Redner
- John Neville è l'intervistatore Deaton Hill
- Matt Gordon è il consulente legale Murray Dann
- Jonas Chernick è l'editore Gavin Kowalchuk

## Episodi
| Stagione         | Episodi | Prima TV originale | Prima TV Italia |
| ---------------- | ------- | ------------------ | --------------- |
| Prima stagione   | 13      | 2002-2003          | 2005            |
| Seconda stagione | 13      | 2004               |                 |
| Terza stagione   | 13      | 2004-2005          |                 |

## Ascolti
In Canada la serie ha avuto inizialmente ascolti non eccellenti, attestandosi intorno ai 400.000 spettatori, ma l'audience è progressivamente cresciuta tanto da prevedere altre due stagioni. L'ultima serie non è stata aiutata dalla programmazione televisiva che ha previsto una messa in onda non continuativa e ad orari diversi. Nonostante tutto, ha vinto il Gemini Award come miglior serie drammatica.

## Riconoscimenti
La serie ha avuto ben 14 nomination nel 2003 ai Gemini Awards ed ha vinto come miglior serie drammatica. Nella stessa manifestazione Jeff Seymour ha ricevuto il premio come miglior attore protagonista e Peter MacNeill come miglior attore non protagonista. Anche nel 2004 la serie è stata nominata come miglior serie drammatica vincendo questo titolo però l'anno successivo (2005) assieme alla miglior scrittura agli autori Semi Chellas e Tassie Cameron.